# Please (Toni Braxton)
Please è un singolo discografico della cantante statunitense Toni Braxton, pubblicato nel 2005.

## Il brano
Il brano è stato scritto da Scott Storch, Makeba Riddick, Vincent Herbert e Kameron Houff e prodotto da Storch. Esso è stato estratto dal quinto album in studio di Toni Braxton Libra.

## Tracce
- Singolo Promo

1. Please (Album Version) – 3:58
2. Please (Instrumental) – 3:58
3. Please (Call Out Hook) – 0:18

## Formazione
- Toni Braxton – voce, cori
- Tamar Braxton – cori
- Keri Hilson – cori
- Kim Johnson – cori
- Makeba Riddick – cori

## Video
Il videoclip della canzone è stato diretto da Chris Robinson.